# Glyphis substriatula
Glyphis substriatula är en lavart som först beskrevs av William Nylander och fick sitt nu gällande namn av Staiger.
Glyphis substriatula ingår i släktet Glyphis och familjen Graphidaceae.   Inga underarter finns listade i Catalogue of Life.